# Conseil de l'oblast de Tcherkassy
8e
Le Conseil de l'oblast de Tcherkassy est une assemblée élue de l'oblast de Tcherkassy. Elle possède 64 membres. Elle ne possède pas d'initiative législative. La durée de chaque législature est de cinq ans.

## Composition
| Législature | Élection        | Composition | Composition                                                                                                  | Président                                                                                           |
| ----------- | --------------- | ----------- | --- | --------------------------------------------------------------------------------------------------- |
| 7e          | 25 octobre 2015 |             | Composition : - BBP (18) - VOT (en) (16) - VOB (13) - RPOL (10) - R (uk) (8) - VOS (7) - UKROP (7) - PVA (5) | Oleksandr Ivanovitch Velbivets Valentine Petrovych Tarasenko (intérim) Anatoly Viktorovych Pidgorny |
| 8e          | 25 octobre 2020 |             | Composition : - VOT (en) (18) - SN (12) - ZM (en) (12) - ES (9) - VOB (7) - OP (6)                           | Anatoly Viktorovych Pidgorny                                                                        |